# Cleveland Abbe
Cleveland Abbe (Nova York, 3 de desembre de 1838 - Chevy Chase, Maryland, 29 de desembre de 1916) va ser un meteoròleg estatunidenc. Es va formar com a astrònom.
En 1868 va ser nomenat director de l'observatori de Cincinnati. El seu interès es va orientar cap a la meteorologia i va inaugurar un servei públic d'aquesta especialitat. Aquest va servir de model per al servei nacional de meteorologia, que es va organitzar poc temps després com una branca del Servei de senyals de l'exèrcit dels Estats Units. En 1871 va ser nomenat meteoròleg cap de la branca, reorganitzada en 1891 sota control civil amb el nom de US Weather Bureau (Agència Meteorològica dels EUA), posteriorment anomenada National Weather Service (Servei nacional climatològic) on va exercir aquest càrrec per més de 45 anys. Va morir a causa d'una malaltia.

## Publicacions
- Annual Summary & Review of Progress in Meteorology. 1873-88
- Treatise on Meteorological Apparatus & Methods. 1887
- Preliminary Studies for Storm & Weather Predictions. 1889
- The Mechanics of the Earth's Atmosphere. 1891
- Physical Basis of Long Range Forecastings. 1902
- Relations between Climates and Crops. 1905
- Townsend Genealogy: A Record of the Descendants of John Townsend, 1743-1821, & of His Wife, Jemima Travis, 1746-1832. 1909
- Mechanics of the Earth's Atmosphere. 3a col. 1911